# Les Dents de la mer (série de films)
 Pour plus de détails, voir Fiche technique et Distribution
Les Dents de la mer est une saga cinématographique américaine composée de  cinq films dont le premier opus (1975) réalisé par Steven Spielberg est une adaptation du roman à succès de Peter Benchley, publié en 1974. Le succès du film a donné lieu à quatre suites, dont l'accueil critique et commercial a été décroissant au fil des épisodes. En se servant du succès du premier volet, Spielberg aurait pu facilement demander à réaliser une ou plusieurs des suites. Les Studios Universal ne s'y seraient certainement pas opposés. Des Dents de la mer, il préfère ne conserver que le talent d'un des acteurs fétiches de son début de carrière, Richard Dreyfuss, avec lequel il montera en 1977, le film de science-fiction Rencontres du troisième type.

## Les Dents de la mer2, 3 et 4
Trois ans après l'épisode original, c'est finalement Jeannot Szwarc qui se charge de réaliser la suite pour le compte d'Universal Pictures, qui restera l'unique distributeur pour l'ensemble des films de la tétralogie. Dans Les Dents de la mer, 2e partie, Roy Scheider, Lorraine Gary et Murray Hamilton reprennent leurs rôles du film initial et Carl Gottlieb continue à coécrire le scénario.
À l'époque de la sortie du film, Jeannot Szwarc, réalisateur né en France, a 39 ans passés et n'est plus à proprement parler un débutant, mais il n'a pas une grande expérience de la mise en scène de cinéma. En effet, jusque-là, il s'était spécialisé dans la réalisation d'épisodes de séries télévisées américaines. Il avait ainsi mis en scène 21 épisodes de L'Homme de fer entre 1967 et 1969. Il a aussi réalisé 20 épisodes de Night Gallery, l'émission présentée par Rod Serling et une des « suites » de La Quatrième Dimension, de 1970 à 1973. Il a également fait un épisode en deux parties pour la série Kojak en 1974. Ceci démontre certainement son savoir-faire, mais ne le prédestine pas spécialement à réaliser un grand film d'auteur. Pourtant, à sa sortie, le film reçoit dans l'ensemble de bonnes critiques et engendre des recettes seulement deux fois moins élevées que son glorieux prédécesseur.
En 1983, dans Les Dents de la mer 3 , Dennis Quaid reprend le rôle de Michael Brody, précédemment interprété par Chris Rebello, puis Mark Gruner. Lance Guest lui succédera dans le quatrième et dernier volet. Ce troisième volet fut réalisé en 3D (en 3D couleur, grâce à des filtres polarisants, ce qui permettait de conserver les couleurs d'origine), format alors populaire. Son titre original est d'ailleurs Jaws 3-D, transformé en Jaws 3 lors des passages à la télévision ou en VHS et DVD, l'effet 3D n'étant pas transposé sur ces formats. Son réalisateur Joe Alves avait déjà travaillé avec Steven Spielberg en 1974 sur Sugarland Express, en 1975 sur Les Dents de la mer et en 1977 sur Rencontres du troisième type. Le scénario est encore une fois coécrit par Carl Gottlieb, cette fois-ci aidé de Richard Matheson (qui avait signé auparavant le scénario du film Duel de Spielberg). Le casting de cette troisième mouture inclut Dennis Quaid (Michael Brody), Bess Armstrong (Kathryn Morgan, alias Kay), Louis Gossett, Jr. (Calvin Bouchard), Simon MacCorkindale (Philip FitzRoyce), John Putch (Sean Brody) et Lea Thompson (Kelly Ann Bokowski).
Enfin, en 1987 sort sur les écrans Les Dents de la mer 4: la revanche, réalisé par Joseph Sargent. À 62 ans, le metteur en scène de cet épisode est un homme productif bien qu'inconnu du grand public : à l'exception de ce film, il n'a quasiment réalisé que pour la télévision américaine.
Le film signe le retour de Lorraine Gary au sein de la tétralogie. Le casting inclut également Lance Guest (Michael Brody), Mario Van Peebles (Jake), Michael Caine (Hoagie Newcombe), Karen Young (Carla Brody), Judith Barsi (Thea Brody) et Mitchell Anderson (Sean Brody). Considéré comme le plus mauvais de la série, il figure dans les 50 premières places de la liste des 100 pires films de l'histoire du cinéma établie par les lecteurs d'Internet Movie Database. En 1988, Lorraine Gary a même été nommée aux très peu enviés Razzie Awards, contre-récompenses parodiant les Oscars. La comédienne avait été proposée dans la catégorie « pire actrice », finalement « remportée » par Madonna pour Who's That Girl.

## Une saga rentable mais déclinante
La série a bénéficié de lancements d'importance (voir tableau no 1) et fait d'importants profits au box-office (voir tableau no 2), Les Dents de la mer 2 et 3 figurant même, lors de leurs années de sortie respectives, dans le top 20 des films ayant rapporté le plus d'argent. Les critiques et le grand public se sont cependant dans l'ensemble, montrés réservés sur l'intérêt de ces suites. Les avis sur les films montrent que leur qualité artistique n'a cessé de se dégrader (voir tableau no 3) et les recettes n'ont cessé de baisser à chaque nouvel épisode (voir graphique no 4).
En octobre 2006, la série des quatre films « Les Dents de la mer » est la 22e saga en termes de recettes aux États-Unis avec 404 millions de dollars (voir tableau no 5), la 1re étant Star Wars qui totalise, avec 6 films, près de 1 883 millions de dollars de recettes US[Passage à actualiser].
| Tableau no 1 : Nombre de salles de cinéma projetant le film lors de sa sortie aux États-Unis |                                |                       |                                     |
| Les Dents de la mer                                                                          | Les Dents de la mer, 2e partie | Les Dents de la mer 3 | Les Dents de la mer 4 : La Revanche |
| 409                                                                                          | 640                            | 1 300                 | 1 606                               |

| Tableau no 2 : Budgets et résultats au box-office des films de la série |                                     |                   |                        |                        |                            |                  |
| Année                                                                   | Titre français                      | Titre original    | Budget                 | Box-office États-Unis  | Box-office hors États-Unis | Box-office monde |
| 1975                                                                    | Les Dents de la mer                 | Jaws              | 12 millions $ (est.)   | 260 000 000 $ (55,2 %) | 210 653 000 $ (44,8 %)     | 470 653 000 $    |
| 1978                                                                    | Les Dents de la mer, 2e partie      | Jaws 2            | 20 millions $ (est.)   | 81 766 007 $ (43,5 %)  | 106 118 000 $ (56,5 %)     | 187 884 007 $    |
| 1983                                                                    | Les Dents de la mer 3               | Jaws 3-D          | 20,5 millions $ (est.) | 45 517 055 $ (51,7 %)  | 42 470 000 $ (48,3 %)      | 87 987 055 $     |
| 1987                                                                    | Les Dents de la mer 4 : La Revanche | Jaws: The revenge | 23 millions $ (est.)   | 20 763 013 $ (40,0 %)  | 31 118 000 $ (60,0 %)      | 51 881 013 $     |

| Tableau no 3 : Appréciation critique des films de la série |                      |                       |               |
|                                                            | (en) Rotten Tomatoes | (en) Metacritic       | (fr) AlloCiné |
| Les Dents de la mer                                        | 97 % (154 critiques) | 87/100 (21 critiques) | (>110 votes)  |
| Les Dents de la mer, 2e partie                             | 56 % (41 critiques)  | 51/100 (12 critiques) | (>35 votes)   |
| Les Dents de la mer 3                                      | 10 % (39 critiques)  | 27/100 (9 critiques)  | (>40 votes)   |
| Les Dents de la mer 4 : La Revanche                        | 2 % (44 critiques)   | 15/100 (15 critiques) | (>30 votes)   |

Graphique no 4 : Pourcentage des recettes mondiales de la série remporté par chaque film
(sur les 798 millions de dollars rapportés par la série au niveau mondial, le 1er épisode représente environ 59 % des recettes, le 2e 23,5 %, le 3e 11 % et le 4e 6,5 %.)
- Les Dents de la mer
- Les Dents de la mer, 2e partie
- Les Dents de la mer 3
- Les Dents de la mer 4 : la revanche

| Tableau no 5 : Classement des sagas par recettes obtenues aux États-Unis (exprimées en millions de dollars et cumulées sur les différents films de la série) |                         |       |                     |    |                          |       |                     |
| N° | Saga                    | Films | box-office total US | N° | Saga                     | Films | box-office total US |
| 1 | Star Wars               | 8     | 1 882.8             | 12 | Matrix                   | 3     | 592.4               |
| 2 | James Bond              | 21    | 1 272.7             | 13 | Rocky                    | 6     | 565.7               |
| 3 | Harry Potter            | 4     | 1 119.1             | 14 | Mission impossible       | 3     | 529.9               |
| 4 | Le Seigneur des Anneaux | 3     | 1 030.2             | 15 | Superman                 | 5     | 518.1               |
| 5 | Batman                  | 5     | 910.7               | 16 | L'Arme fatale            | 4     | 487.6               |
| 6 | Spider-Man              | 2     | 777.3               | 17 | Austin Powers            | 3     | 473.2               |
| 7 | Jurassic Park           | 6     | 767.3               | 18 | Le Flic de Beverly Hills | 3     | 431.0               |
| 8 | Star Trek               | 10    | 755.6               | 19 | Scary Movie              | 4     | 429.0               |
| 9 | Pirates des Caraïbes    | 5     | 726.8               | 20 | Retour vers le futur     | 3     | 416.8               |
| 10 | Shrek                   | 4     | 708.9               | 21 | Les Dents de la mer      | 4     | 404.0               |
| 11 | X-Men                   | 3     | 606.6               | 22 | Hannibal Lecter          | 4     | 397.6               |

## Distribution et personnages
| Équipe du tournage | Films                      | Films                                 | Films                                      | Films                                                         |
| Équipe du tournage | Les Dents de la mer (1975) | Les Dents de la mer, 2e partie (1978) | Les Dents de la mer 3 (1983)               | Les Dents de la mer 4 (1987)                                  |
| ------------------ | -------------------------- | ------------------------------------- | ------------------------------------------ | ------------------------------------------------------------- |
| Ellen Brody        | Lorraine Gary              | Lorraine Gary                         |                                            | Lorraine Gary                                                 |
| Martin Brody       | Roy Scheider               | Roy Scheider                          |                                            | Roy Scheider (photographie et images d'archives premier film) |
| Mme Taft           | Courtney Jane Fritzi       | Courtney Jane Fritzi                  |                                            | Courtney Jane Fritzi                                          |
| Posner             | Cyprien R. Dube            | Cyprien R. Dube                       |                                            | Cyprien R. Dube                                               |
| Michael Brody      | Chris Rebello              | Mark Gruner (en)                      | Dennis Quaid                               | Lance Guest                                                   |
| Sean Brody         | Jay Mello                  | Marc Gilpin (en)                      | John Putch                                 | Mitchell Anderson                                             |
| Sean Brody         |                            |                                       | Jay Mello (images d'archives premier film) |                                                               |
| Larry Vaughn       | Murray Hamilton            | Murray Hamilton                       |                                            |                                                               |
| Leonard Hendricks  | Jeffrey Kramer             | Jeffrey Kramer                        |                                            |                                                               |
| Mme Kintner        | Lee Fierro                 |                                       |                                            | Lee Fierro                                                    |

Roy Scheider ne souhaitait pas poursuivre au-delà du 2e épisode, pensant avoir fait le tour du concept et du personnage.

## Attaques et victimes des requins au cours de la série
Au fur et à mesure des épisodes de la saga, les attaques de requins deviennent de plus en plus invraisemblables. Dans ce domaine, Les Dents de la mer, 2e partie détient un record avec 11 attaques pour 8 morts. De même, il y a surenchère dans la manière dont le requin est tué dans l'affrontement final, frisant parfois l'inimaginable, voire le grotesque, selon certaines critiques (voir : tableau no 8).
| Tableau no 8 : Les attaques et victimes du requin, classées par films et ordre chronologique, et la manière dont le requin est tué lors de l'affrontement final |                                                         | | | | |
| |                                                         | Les Dents de la mer | Les Dents de la mer, 2e partie | Les Dents de la mer 3 | Les Dents de la mer 4 : La Revanche |
| Attaques et victimes du requin | Général : Nombre d'attaques (dont †=nombre de victimes) | 7 (6†) | 11 (8†) | 6 (5†) | 6 (2†) |
| Attaques et victimes du requin | Détails : Nom ou descriptif des morts                   | - Chrissie Watkins - Pippet, un labrador noir - Alex M. Kintner - Charlie - Ben Gardner - Un homme sur une barque - Quint                                                                  | - Une orque - Le photographe sous-marin - Le second plongeur - Terri, qui fait du ski nautique - Diane, la pilote du bateau pour ski nautique - Tom Andrews - Eddie Marchand - Plusieurs adolescents terrifiés sur leurs bateaux - Le pilote de l'hélicoptère secourant les adolescents - Marge - Lucy | - Shelby Overman - Plongeur 1 - Plongeur 2 - Kelly Ann Bukowski - Philip FitzRoyce - Rad | - Sean Brody - La barge de recherches - Le submersible - Une femme sur une banane flottante - L'avion d'Hoagie Newcombe - Jake                                                                          |
| Mort du requin | Mort du requin                                          | Martin Brody, seul dans le bateau en train de couler, enfonce une bouteille de plongée dans la gueule du requin. Réfugié sur le mât, il tire sur la bouteille qui fait exploser le squale. | Lors du face à face final, Martin Brody tend un câble électrique au requin comme appât. Le requin le mange, s'électrocute et prend feu. | Le bébé requin meurt en étant retiré de son « habitat naturel », le lagon du parc aquatique le SeaWorld. Le requin adulte avale Philip FitzRoyce qui avait une grenade à la main, qui sera dégoupillée plus tard. | Alors que Jake prévoit de tuer le requin avec un transmetteur électrique, il se fait dévorer par le requin qui a des spasmes. Ellen Brody l'achève en fonçant sur lui avec le bateau qui le transperce. |

- La chose ou la personne a été attaquée par le requin, mais s'en sort indemne
- L'animal, la chose ou la personne a été attaqué par le requin et en meurt

À titre de comparaison, le nombre d'attaques et de morts dans d'autres films traitant du même thème que celui des Dents de la mer, est le suivant :
| Tableau no 9 : Nombre d'attaques et de victimes de requins dans d'autres films réalisés sur le même thème |                                 |                    |                   |                                      |
| Année | Titre                           | Réalisateur        | Nombre d'attaques | Nombre de morts                      |
| 1977 | Tintorera : du sang dans la mer | René Cardona Jr.   | 6                 | 5                                    |
| 1981 | La Mort au large                | Enzo G. Castellari | 12                | 8                                    |
| 1999 | Peur bleue                      | Renny Harlin       | 13                | 11                                   |
| 1999 | Shark Attack                    | Bob Misiorowski    | 5                 | 2                                    |
| 2001 | Shark Attack 2                  | David Worth        | 16                | 10                                   |
| 2001 | Shark Hunter                    | Matt Codd          | 12                | 11 + autres victimes non identifiées |
| 2003 | Shark Attack 3: Megalodon       | David Worth        | 23                | 21                                   |
| 2003 | Open Water : En eaux profondes  | Chris Kentis       | 2                 | 2                                    |
| 2004 | Megalodon                       | Pat Corbitt        | 7                 | 5                                    |

## Les Dents de la mer 5
Le titre Les Dents de la mer 5 est utilisé en 1995 par le réalisateur Bruno Mattei sans l'accord des ayants droit. Le film est donc par la suite renommé Cruel Jaws.
L'idée d'une suite officielle ou d'un reboot est évoquée en 2015 par The Hollywood Reporter, mais aucun projet n'a été rendu public depuis.

## Suites fictives
Dans le film d'animation Métal hurlant (1981), on aperçoit dans le décor de New York en 2031 une publicité pour Jaws 7.
Dans Retour vers le futur 2 (1989), quand Marty se retrouve en 2015, il est effrayé par un hologramme de requin qui est en fait une publicité pour Jaws 19. Une fausse bande-annonce de ce film fictif a été réalisée pour les 30 ans de Retour vers le futur.